# Liobagrus obesus
Liobagrus obesus är en fiskart som beskrevs av Son, Kim och Choo, 1987. Liobagrus obesus ingår i släktet Liobagrus och familjen Amblycipitidae. Inga underarter finns listade i Catalogue of Life.